# Rathdrum, Condado de Wicklow
Rathdrum é uma cidade pequena no condado de Wicklow, Irlanda. Tem uma população de 1.586 pessoas. 